# Rhinoptilus
Rhinoptilus là một chi chim trong họ Glareolidae.

## Các loài
- Rhinoptilus africanus
- Rhinoptilus cinctus
- Rhinoptilus chalcopterus
- Rhinoptilus bitorquatus